# CNTN2

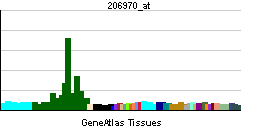
Genexpressie patroon van de CNTN2 gen.

Contactin-2 is een eiwit dat bij de mens wordt gecodeerd door de CNTN2-gen.

Het eiwit, dat door dit gen gecodeerd wordt, is een lid van de immunoglobuline-superfamilie. Het is een glycosylfosfatidylinositol (GPI)-verankerd neuronale membraan eiwit dat fungeert als een celadhesie molecuul.

Het kan een rol spelen bij de vorming van axon verbindingen in het ontwikkelende zenuwstelsel. Het kan ook een rol spelen bij het ontstaan van gliale tumorvorming.

## Lokalisatie
Het gen bevindt zich op het menselijk chromosoom 1, met name 1q32.1.

## Interacties
Bij CNTN2 is aangetoond dat dit gen interacteerd met het CNTNAP2-gen en het NFYB-gen.